# Campionati del mondo di ciclismo su strada 2003 - Gara in linea maschile Junior
La gara in linea maschile Junior dei Campionati del mondo di ciclismo su strada 2003 si svolse l'11 ottobre 2003 in Canada, con partenza ed arrivo a Hamilton, su un circuito da ripetere 10 volte, per un percorso totale di 124,0 km. L'olandese Kai Reus vinse la gara con il tempo di 3h01'30" alla media di 40,991 km/h; l'argento andò al danese Anders Lund e il bronzo al ceco Lukaz Fus.
Presenti alla partenza 143 ciclisti, dei quali 110 completarono la gara.

## Squadre partecipanti
| N.    | Cod. | Squadra         |
| ----- | ---- | --------------- |
| 1-5   | FRA  | Francia         |
| 6     | FIN  | Finlandia       |
| 7-11  | AUS  | Australia       |
| 12-16 | NED  | Paesi Bassi     |
| 17-19 | SVK  | Slovacchia      |
| 20-24 | ITA  | Italia          |
| 25-29 | CZE  | Repubblica Ceca |
| 30-32 | LTU  | Lituania        |
| 33-36 | SVN  | Slovenia        |
| 37-41 | DEU  | Germania        |
| 42-46 | LAT  | Lettonia        |
| 47-51 | USA  | Stati Uniti     |
| 52-54 | MDA  | Moldavia        |
| 55-59 | RUS  | Russia          |
| 60-62 | EST  | Estonia         |
| 63-65 | HUN  | Ungheria        |
| 66-68 | JPN  | Giappone        |
| 69-73 | BEL  | Belgio          |
| 74-76 | AUT  | Austria         |
| 77    | TUN  | Tunisia         |
| 78-79 | COL  | Colombia        |

| N.      | Cod. | Squadra       |
| ------- | ---- | ------------- |
| 80-83   | CAN  | Canada        |
| 84-87   | NOR  | Norvegia      |
| 88-92   | SUI  | Svizzera      |
| 93      | CRO  | Croazia       |
| 94-95   | ISR  | Israele       |
| 96-100  | ESP  | Spagna        |
| 101-103 | UKR  | Ucraina       |
| 104     | MAL  | Malta         |
| 105-109 | POL  | Polonia       |
| 110-112 | GBR  | Gran Bretagna |
| 113-116 | IRL  | Irlanda       |
| 117-119 | HKG  | Hong Kong     |
| 120-123 | RSA  | Sudafrica     |
| 124-125 | SWE  | Svezia        |
| 126-127 | BLR  | Bulgaria      |
| 128-129 | LUX  | Lussemburgo   |
| 130-131 | NZL  | Nuova Zelanda |
| 132-135 | KAZ  | Kazakistan    |
| 136-138 | POR  | Portogallo    |
| 139-143 | DEN  | Danimarca     |

## Ordine d'arrivo (Top 10)
| Pos. | Corridore           | Squadra     | Tempo    |
| ---- | ------------------- | ----------- | -------- |
| 1    | Kai Reus            | Paesi Bassi | 3h01'30" |
| 2    | Anders Lund         | Danimarca   | a 14"    |
| 3    | Lukaz Fus           | Rep. Ceca   | s.t.     |
| 4    | José Joaquín Rojas  | Spagna      | s.t.     |
| 5    | Johan Lindgren      | Svezia      | s.t.     |
| 6    | Pieter Jacobs       | Belgio      | s.t.     |
| 7    | Grega Bole          | Slovenia    | s.t.     |
| 8    | Mikaël Cherel       | Francia     | s.t.     |
| 9    | Tom Leezer          | Paesi Bassi | s.t.     |
| 10   | Sebastian Langeveld | Paesi Bassi | s.t.     |